# Пливачки клуб Гоч
ПВК Гоч је српски пливачки-ватерполо клуб из Врњачке Бање.

## Историја
Клуб Гоч основан је 22. августа 1962. Године. Први председник био је Зоран Станојевић. На прво место у активностима новооснованог клуба стављени су школа пливања и обука непливача. Врло брзо, Гоч је постао један од најјачих клубова у Ужој Србији. Међу пливачима те прве генерације коју је тренирао Томислав Гочанин истицали су се: Сава Гавански, Милорад Миленковић, Бора Пејовић, Јасмина Чизмар, Верица Стаменковић, Милка Пејовић, Владан Чеперковић и многи други.
У периоду од 1962. до 1991. године пливачки клуб Гоч имао је 5.619 појединачних наступа на 224 екипна такмичења. Највише титула првака Србије има Мирјана Крљар (15) на 100 и 200 делфин и на 200 и 400 мешовито, затим Игор Гочанин (7) на 200 и 400 мешовито, 200 ледно и 400 краул. Упоредо са развојем и активностима пливачког тима активни су били и ватерполисти Гоча који су се једини од врњачких спортиста екипно такмичили у савезном рангу. У првој генерацији ватерполиста играли су Бора Пејовић, Петар Милићевић, Томислав Гочанин, Ђорђе Капетановић, Милорад Миленковић, Славољуб Васић, Дудан Тркуља, Драгутин Крунић и Рођа Ђорђевић.
Године 1965. Ватерполо клуб Гоч пружио је скромну финансијску помоћ београдском Партизану, који због беспарице није могао да одигра меч против Московског ЦСК. Склопљено је традиционално пријатељство са једним од најбољих ватерполо клубова света, што је за врњачки ватерполо значило много у остваривању такмичарских резултата, у усавршавању кадрова и организовању великих ватерполо приредби. Многи играчи Партизана играли су за Гоч, што ће Гочу 1981. године донети највећи успех у његовој историји: улазак у Прву А лигу, пошто су претходно освојили друго место у Првој Б лиги. За Гоч су наступали: Љубодраг Чеперковић, Мирослав Чеперковић, Радослав Стругаревић, Миодраг Јанковић, Милош Марковић, Бранислав Трајковић, Томислав Ћирић, Милутин Ђорђевић, Слободан Марковић, Славољуб Бонџић, Ненад Милекић, Бора Перић и Живадин Ђорђевић. На тренерској клупи седео је југословенски репрезентативац Мирко Сандић, кондициони тренер био је Томислав Гочанин а шеф стручног штаба Драгутин Крунић – Труда.
У такмичарској 1982. години Гоч је играо против Партизана, загребачке Младости, дубровачког Југа, Котора, ЈПК са Корчуле, ријечког Приморја, којима је био равноправан противник. Вредан помена је и резултат генерације врњачких ватерполиста из 1973. године која је на турниру првака република одржаном у Врњачкој Бањи успела да се пласира у Другу савезну лигу. После испадања из Прве А лиге Гоч је наставио да игра успешно у Другој лиги, ослонивши се углавном на играче који су пристизали из подмлатка.
Треба истаћи и резултат из 1992. године, када је Гоч, играјући у Јединственој II савезној лиги, освојио друго место иза Бокеља из Баошића и стекао право наступа у I савезној лиги. Нажалост, због недостатка финансија Гоч је ипак остао у II лиги. 

### Најбољи играч и стрелац
Најбољи играч Гоча од оснивања клуба је Игор Гочанин.
Најбољи стрелац Гоча од постанка клуба је Томислав Ћирић, који је уједно и један од најбољих стрелаца на првенствима Југославије. Играо је у прволигашким клубовима ЖАК-у из Кикинде и београдској Црвеној звезди.